# Instituto Integrado de Saúde
O Instituto Integrado de Saúde (IIS) é uma policlínica de Fortaleza. Nasceu em agosto de 1992, iniciando-se como um pequeno centro médico de alguns consultórios, e mais tarde expandindo-se com laboratório de análises clínicas e centro de imagem próprios. A empresa está localizada na Rua Solon Pinheiro, Nº 1330 no bairro Fatima em Fortaleza - CE.
No mesmo estabelecimento, há uma ampla oferta de serviços, como consultórios de: Clínica médica; Medicina do trabalho; Cardiologia; Pneumologia; Fonoaudiologia; Nutrição; Cirurgia Vascular; Dermatologia; Urologia e Ginecologia.

## Exames
- Laboratório de Análises Clínicas; Realiza mais de 300 diferentes tipos de exames laboratoriais.
- Eletrocardiograma;
- Setor de Cito e Anatomopatologia; Parceiro do SISCOLO, programa de prevenção de câncer de colo de útero do Ministério da Saúde.

### Centro de Imagem
- Radiologia Geral
- Mamografia
- Ultra-sonografia convencional e com DOPPLER

## Especialidades médicas
- Clínica Médica
- Medicina do Trabalho
- Cardiologia
- Pneumologia
- Cirurgia Vascular
- Dermatologia
- Ginecologia
- Urologia
- Nutrição
- Fonoaudiologia